# Anthidium igori
Anthidium igori är en biart som beskrevs av Urban 2001. Anthidium igori ingår i släktet ullbin, och familjen buksamlarbin. Inga underarter finns listade i Catalogue of Life.